# Florence Quentin (égyptologue)
Pour les articles homonymes, voir Florence Quentin et Quentin (homonymie).
Florence Quentin est une égyptologue, essayiste et journaliste française, née à Saint-Étienne le 21 février 1960.

## Biographie
Elle fait des études d'égyptologie à l'université Montpellier III, où elle suit les cours de François Daumas, puis à Paris IV-Sorbonne avec Claire Lalouette. Elle est diplômée d'égyptologie de l'université Paul Valéry-Montpellier III.
Elle collabore pendant plusieurs années au Monde des religions, aux hors-série du Point et du Nouvel Obs,  puis elle devient rédactrice en chef de la revue-livre Ultreïa!,.

## Publications
- avec le photographe Philippe Biermé, L'Égypte, la belle au sable dormant, Bruxelles, Studio Philippe Biermé, 1995 (ISBN 7-5047-0001-0)
- écrit en collaboration avec  Catherine David et Jean-Philippe de Tonnac, Égypte : Anthologie, de l'ancien empire à nos jours, Maisonneuve et Larose, 1997
- avec Jean-Pierre Corteggiani, Jean-Yves Empereur et Robert Solé, Fous d'Égypte : entretiens avec Florence Quentin, Paris, Bayard, 2005, 189 p. (ISBN 2-227-47458-0)
- Isis l'Éternelle : Biographie d'un mythe féminin, Éditions Albin Michel, 2012 (ISBN 978-2-226-24022-4 et 2-226-24022-5)
- Le Livre des Égypte (sous la direction de Florence Quentin), Éditions Robert Laffont « Bouquins », 2015.
- Vivante Égypte, de Gizeh à Philæ, Éditions Desclée de Brouwer, 2015 (lire en ligne)Prix Écriture et Spiritualités 2016
- Dans l'intimité de Toutânkhamon - Ce que révèlent les objets de son trésor, First Editions, 2019.
- Les grandes souveraines d'Égypte, Éditions Perrin, 2021, 416 p. (ISBN 978-2-262-08202-4)
- L'Égypte ancienne, Perrin, 2022 (ISBN 978-2-262-08599-5 et 2-262-08599-4, OCLC 1347277929, lire en ligne) et en livre audio:
- Comprendre les symboles et les divinités de l'Égypte ancienne, Hozhoni, 2022

Contributions à des ouvrages collectifs
- Jean Daniel (dir.), La Soif de Dieu, Maisonneuve et Larose, 1993.
- Frédéric Lenoir et Jean-Philippe De Tonnac (dir.), La Mort et l’Immortalité, Encyclopédie des savoirs et des croyances, Bayard, 2004.
- Philippe Di Folco (dir.), Le Dictionnaire de la mort, Larousse, 2010.
- Jean-Philippe de Tonnac (dir.), Dictionnaire universel du pain, Robert Laffont, coll. « Bouquins », 2010.
- Audrey Fella (dir.), Dictionnaire des femmes mystiques, Robert Laffont, coll. « Bouquins », 2013.
- Marie Clainchard (dir.), L’avenir est en nous, avec Pierre Rabhi, Bertrand Vergely, Jean-Yves Leloup, Michael Lonsdale et alii, Dangles, 2014.
- Collectif, Au diapason du silence, textes réunis par Caroline Laurent (préface Annie Delgéry et Bénédicte Férot ; introduction pasteur Jan Albert Roetman ; envoi père Bruno Mary), Nunc, Éditions de Corlevour, 2019.
- Collectif, Voyages immobiles en temps de confinement : 40 écrivains s’engagent, recueil de nouvelles, Ramsay, 2020.

## Distinctions
Lauréate 2016 du Prix Écritures & Spiritualités pour Vivante Égypte, éditeur Desclée de Brouwer, oct.2015